# Діти кукурудзи 4: Збір врожаю
«Діти кукурудзи 4: Збір врожаю» (англ. Children Of The Corn IV: The Gathering) — американський фільм жахів 1996 року режисера Грега Спенса, продовження екранізації однойменної повісті Стівена Кінга.

## Сюжет
Молода дівчина на ім'я Грейс змушена повернутися в рідне містечко, так як її мати мучать нічні кошмари, що зводять її з розуму. Грейс змушена залишитися тут і влаштовується працювати дитячим лікарем в місцеву лікарню. Однак незабаром в місті починають відбуватися дивні події: діти хворіють на невідому хворобу, а потім також несподівано виліковуються, а незабаром припиняють відгукуватися на свої імена.
Грейс дізнається історію якогось хлопчика на ім'я Джезая, що вірив у Бога кукурудзи і створив культ поклоніння, який вимагав від дітей вбити всіх дорослих в окрузі. Але це було багато років тому. Поступово Грейс розуміє, що діти одержимі духами, очолювані Джезаєм, який хоче помститися місту за свою смерть. Все більше і більше дітей стають одержимими духами загиблих, які мають лише одну мету — воскресити Джезая. Діти вбивають доктора Ларсона, дочку Дональда Аткінса, Сандру і дівчинку Марі. Після чого вони повертають до життя Джезаю, за допомогою тіла племінниці Грейс, Маргарет. Грейс і Дональд вирішують вбити Джезая. Поки Дональд відволікає дітей, Грейс поливає його водою з ртуттю, після чого він помирає, а діти стають нормальними.
Пролог. Джеймс, племінник Грейс, далі одержимий злим духом.

## У ролях
- Наомі Воттс — Грейс Роудс
- Джеймі Рене Сміт — Маргарет Роудс
- Карен Блек — Джун Роудс
- Марк Саллінг — Джеймс Роудс
- Брендон Клейла — Джошуа
- Тоні Марш — Сандра Аткінс
- Брент Дженнінгс — Донільд Аткінс
- Льюїс Фленеган III — Маркус Аткінс
- Брендон Клейла — Джезая
- Вільям Віндом — Доктор Ларсон